# A Guerra Camponesa Alemã
A Guerra Camponesa Alemã (em alemão:Der deutsche Bauernkrieg) é um livro escrito por Friedrich Engels em 1850, buscando descrever as revoltas do Século XVI.
Engels escreveu o livro no verão de 1850, em Londres, seguindo o fracasso das revoluções de 1848, fazendo um paralelo entre esse levante e a também fracassada Guerra dos Camponeses de 1525. O livro não consiste de material coletado independentemente, todos os materiais em relação à guerra camponesa e a Thomas Müntzer foram retirados das pesquisas do livro "Allgemeine Geschichte des großen Bauernkrieges" (algo como "História Geral da Grande Guerra Camponesa") do historiador Wilhelm Zimmermann.. O livro de Engels apareceu originalmente na quinta e sexta edições da Neue Rheinische Zeitung-Revue, uma revista econômica e política editada por Karl Marx em Hamburgo, e que mais tarde foi lançada novamente já em forma de livro.
O livro discorre sobre a complexa estrutural social da Alemanha nos idos do século XVI. Engels garante que o Capitalismo e o Protestantismo estão associados, como Max Weber, em sua obra "A ética protestante e o espírito do capitalismo".